# خان سعد السلطنة
خان سعد السلطنة (بالفارسية: کاروان‌سرای سعدالسلطنه) هي خان تاريخية تعود إلى عصر القاجاريون، وتقع في قزوين.